# Nazismo en México
El nazismo en México comenzó en la década de 1930, antes de la Segunda Guerra Mundial, cuando el Partido Nacionalsocialista Obrero Alemán (NSDAP) realizó propaganda política en el país para atraer a militantes, ya sean inmigrantes alemanes o nacionalistas mexicanos que simpatizaban con los ideales nazis.

## Historia

### Antecedentes
Desde los primeros años del México independiente, ha existido una vasta migración alemana hacía distintas regiones del país. El emperador Maximiliano I ordenó fundar la Colonia Villa Carlota, la cual estaba formada por un total de 443 personas de origen alemán, que en su mayoría eran campesinos y artesanos que emigraron de Prusia con sus familias; esta se disolvió en 1867.
El auge de la inmigración alemana, no obstante, se dio durante el régimen de Porfirio Díaz, donde muchos alemanes aprovecharon las políticas liberales de México en ese momento y se dedicaron al comercio, la industria y la educación. Sin embargo, otros llegaron sin capital, o con poco capital, como empleados o agricultores. A partir de ese momento, los alemanes en México se habían consolidado como una de las comunidades europeas más proliferas en la historia de la República.

### Auge del nazismo mexicano
Cuando Adolf Hitler ascendió como canciller de Alemania en 1933, miles de judíos comenzaron a temer lo que sería una percecusión debido a la retórica antisemita del Tercer Reich y la popularidad del famoso libro de Hitler, Mein Kampf; fue así cuando judíos alemanes emigraron a México a través de un barco que partía con dirección al Puerto de Veracruz. La autoridad portuaria comenzó a aceptar refugiados judíos ya en 1937, aunque de forma extraoficial debido a la naturaleza controvertida de la cuestión judía y al creciente antisemitismo en las políticas de los países del Caribe.
Sin embargo, sería en este periodo de la década de 1930 cuando el nazismo ha ido ganando adeptos en el país. El ejemplo más notable fue la Acción Revolucionaria Mexicanista (ARM), coloquialmente llamados como «camisas doradas», que jugó un papel importante en la propaganda nazi y buscaban la deportación de judíos y llamaron a la población a boicotear sus negocios. Aunque se sabía que la organización contó con el apoyo de la burguesía mexicana, poco se sabía de que el propio Partido Nazi también los financiaba.

### Segunda Guerra Mundial
Posteriormente, la preocupación por el aumento de la inmigración judía al país a finales de la década de 1930 e inicios de la de 1940, provocó protestas públicas. Se expresaron sentimientos antijudíos en la prensa local.
1942 fue un año que marcaría a la historia mexicana, puesto el 13 de mayo el gobierno emitió a través del Congreso de la Unión una declaración de guerra a Alemania, Italia y Japón (que conformaban las Potencias del Eje) a raíz de que dos buques petroleros fueran derribados por submarinos nazis. Desde entonces, la simpatía mexicana por el Tercer Reich y sus aliados fue decayendo poco a poco; el país envió a 300 soldados del Escuadrón 201 a Filipinas para liberar a este país de la ocupación nipona y otros tantos más fueron voluntarios en tropas aliadas para combatir a alemanes e italianos.

### Neonazismo en México
El siglo XXI vio el incremento del neonazismo en México, sobre todo en foros de internet y blogs, donde repiten los alegatos antisemitas que los neonazis angloamericanos o europeos. Los neonazis mexicanos se dividen en los blancos y los mestizos, quienes son tíldados de forma despectiva como «morenazis».
En las décadas de 2010 y 2020, se han dado casos de bandas de rock filonazis dando conciertos clandestinos en las grandes urbes mexicanas, muchos de los cuales mostraban sin reparo alguno símbolos asociados como la esvástica o el culto a la personalidad de Hitler. De acuerdo con Metal-Archives, se han identificado al menos 28 bandas de black metal neonazis en el país, de las cuales 21 están activas.